# Adriano Tessarollo
Adriano Tessarollo (Tezze sul Brenta, 2 maggio 1946) è un vescovo cattolico italiano, dal 3 novembre 2021 vescovo emerito di Chioggia.

## Biografia
Nasce a Tezze sul Brenta, in provincia e diocesi di Vicenza, il 2 maggio 1946.

### Formazione e ministero sacerdotale
Compie gli studi presso i seminari minore e maggiore di Vicenza.
Il 6 giugno 1971 è ordinato presbitero, nella cattedrale di Vicenza, dal vescovo Carlo Zinato.
Ricopre diversi incarichi come docente nel seminario di Vicenza (per il quale è preside dello studio teologico dal 1988) e in altri istituti, fino a diventare nel 1985 assistente del consiglio della federazione dell'istituto secolare della Compagnia di Sant'Angela Merici. Nel 1974 consegue la licenza in sacra scrittura presso il Pontificio Istituto Biblico.
Nel 1992 è nominato parroco di Montemezzo e, nel 1998, amministratore parrocchiale di Valdimolino. Dal 1993 è anche vicario episcopale per la formazione del clero e, dal 2005, direttore dell'ufficio diocesano per l'evangelizzazione e la catechesi. Nel 1995 è insignito del titolo di canonico onorario della cattedrale di Vicenza. Dal 2007 è arciprete di Schio.

### Ministero episcopale
Il 28 marzo 2009 papa Benedetto XVI lo nomina vescovo di Chioggia; succede ad Angelo Daniel, precedentemente dimessosi per raggiunti limiti di età. Il 7 giugno seguente riceve l'ordinazione episcopale, nella cattedrale di Vicenza, dall'arcivescovo Cesare Nosiglia, co-consacranti l'arcivescovo Giuseppe Betori e il vescovo Angelo Daniel. L'11 giugno prende possesso della diocesi di Chioggia.
L'11 luglio 2015 un suo decreto autorizza, in via ordinaria, esclusivamente «la pia pratica del rosario o di altre forme di preghiere private approvate» alla Madonna dell'Addolorata del Perdono a Cavarzere, nel luogo delle apparizioni alla veggente Alina Coia iniziate nel 1997. Dopo il riconoscimento da parte del Vaticano il 4 novembre 2014 e la richiesta di accertamenti da parte della Congregazione per la dottrina della fede, la Curia vieta le richieste di elemosine e la celebrazione di sacramenti, messe e riti di guarigione.
Il 3 novembre 2021 papa Francesco accoglie la sua rinuncia per raggiunti limiti di età; gli succede Giampaolo Dianin, del clero di Padova, fino ad allora rettore del seminario maggiore. Rimane amministratore apostolico della diocesi fino all'ingresso del successore, avvenuto il 30 gennaio seguente. Da vescovo emerito si ritira a Tezze sul Brenta, suo paese natale.

## Genealogia episcopale
La genealogia episcopale è:
- Cardinale Scipione Rebiba
- Cardinale Giulio Antonio Santori
- Cardinale Girolamo Bernerio, O.P.
- Arcivescovo Galeazzo Sanvitale
- Cardinale Ludovico Ludovisi
- Cardinale Luigi Caetani
- Cardinale Ulderico Carpegna
- Cardinale Paluzzo Paluzzi Altieri degli Albertoni
- Papa Benedetto XIII
- Papa Benedetto XIV
- Papa Clemente XIII
- Cardinale Bernardino Giraud
- Cardinale Alessandro Mattei
- Cardinale Pietro Francesco Galleffi
- Cardinale Giacomo Filippo Fransoni
- Cardinale Carlo Sacconi
- Cardinale Edward Henry Howard
- Cardinale Mariano Rampolla del Tindaro
- Cardinale Gennaro Granito Pignatelli di Belmonte
- Cardinale Pietro Boetto, S.I.
- Cardinale Giuseppe Siri
- Cardinale Giacomo Lercaro
- Vescovo Gilberto Baroni
- Cardinale Camillo Ruini
- Arcivescovo Cesare Nosiglia
- Vescovo Adriano Tessarollo